# Schlacht von Detern
Die Schlacht von Detern fand am 27. September 1426 bei Detern, einem Dorf an der ostfriesisch-oldenburgischen Grenze statt.  In der Schlacht besiegte ein bäuerliches ostfriesisches Heer unter Focko Ukena und Sibet von Rüstringen das mit dem Häuptling Ocko II. tom Brok verbündete Heer der Oldenburger, des Erzbischofs von Bremen und der Grafen von Hoya, Diepholz und Tecklenburg, welche Detern belagerten.
Focko Ukena – ein ehemaliger Gefolgsmann Ockos – schlug das vereinte bremisch-oldenburgische Ritterheer vernichtend, nachdem Graf Dietrich von Oldenburg seine Verbündeten im Verlauf der Schlacht verließ. Die Grafen Johann von Rietberg, der zweite Sohn des Otto II. von Rietberg und Konrad X. von Diepholz fielen dabei und Erzbischof Nikolaus von Oldenburg-Delmenhorst geriet in Gefangenschaft, kam jedoch nach Verhandlungen mit dem Bremer Rat wieder frei.